# D.o.o.
d.o.o. (ook wel: doo.) is de afkorting voor een rechtsvorm in Zuidoost-Europa op de Balkan, die min of meer overeenkomt met de besloten vennootschap met beperkte aansprakelijkheid in Nederland en België. De rechtsvorm werd in 1988 ingevoerd in Joegoslavië en wordt nu in gewijzigde vorm doorgevoerd in de opvolgerstaten.

## Betekenis van de afkorting
De afkorting wordt als volgt uitgeschreven:
- Bosnië en Herzegovina: Društvo s ograničenom odgovornošću
- Kroatië: Društvo s ograničenom odgovornošću
- Noord-Macedonië: Društvo so ograničena odgovornost
- Servië: Društvo s ograničenom odgovornošću
- Slovenië: Družba z omejeno odgovornostjo

Deze aanduidingen betekenen letterlijk vennootschap met beperkte aansprakelijkheid, net zoals bij het Duitse GmbH.

## Geschiedenis
De d.o.o. werd op 29 december 1988 door het Joegoslavische federale parlement ingevoerd met de zogenaamde zakon o poduzećima (Wet op het bedrijf). De wet zou onder andere buitenlandse investeringen in Joegoslavië, die al sinds 1967 voorkwamen, vergemakkelijken. Verschillende rechtsvormen, waaronder de d.o.o. en de d.d. (vergelijkbaar met het Nederlandse NV), werden ingevoerd die niet onderhevig waren aan de toenmalige regels voor ondernemers. Medezeggenschap van werknemers was verplicht. De d.o.o. werd slechts op hoofdlijnen omschreven, de invulling werd door specifieke oprichtingsdocumenten vastgesteld. 
Deze wet heeft in de opvolgerstaten van Joegoslavië tot nieuwe wetten geleid, die allen gedetailleerde beschrijvingen bevatten. De nieuwe regels voor d.o.o is in de volgende wetten vastgelegd:
- Slovenië: zakon o gospodarskih družbah[1]
- Kroatië: zakon o trgovačkim društvima[2]
- Servië en Montenegro: zakon o preduzećima